# Lebanon Democrat
Лебнонский демократ  — газета города Лебанон и штата Теннесси. Газета издается компанией Lebanon Publishing Co., которая принадлежит Paxton Media Group.

## История
В феврале 1888 года Эдгар Уотерс арендовал контору и склад газеты «Лебнонский вестник». Она была куплена несколько месяцев спустя репортером Э. Э. Адамсом и переименована в «Лебнонский демократ». На первой полосе газеты было заявление Адамса о новой газете: «„Демократ“ будет предан интересам округа Уилсон, развитию его инфраструктуры и продвижению его моральных и религиозных интересов. Наша цель- сделать хорошую газету, поэтому ни одно событие местного значения не будет слишком незначительным, чтобы появиться на наших страницах.»
Газета начала свою деятельность в здании, принадлежащем доктору Р. Л. Уайту в 1889 году в Северо-Западном квартале лебнонской площади. Примерно в 1893 году газета переехала в юго-западный квартал города. С 1956 года она находится в помещении бывшего продуктового магазине, по улице Камберленд, 402.
В 1964 году газета был продана издательству Johnsonville Press-Chronicle, основанной Карлом А. Джонсом.
В 2019 году была продана компании Paxton Media Group.

## Подписчики
Около 7500 человек постоянно подписаны на газету. «Демократ» — одна из самых популярных газет в округе Уилсон, штат Теннесси, освещающая местные, национальные и международные события. До 1 июля 2018 года выходила 5 дней в неделю со вторника по субботу, после стала выходить 3 дня в неделю.